# Kraljevo
Kraljevo (cyr. Краљево, do 1914 roku Karanovac) – miasto we wschodniej Serbii, stolica okręgu raskiego i siedziba miasta Kraljevo. Leży przy ujściu rzeki Ibar do Morawy Zachodniej. W 2011 roku liczyło 64 175 mieszkańców.
Znajduje się tu ważny węzeł kolejowy z liniami w kierunku Požegi, Kragujevaca, Stalaca i Mitrowicy. W mieście funkcjonuje przemysł kolejowy (wagony), drzewny, materiałów budowlanych (materiały ogniotrwałe). W pobliżu miasta znajduje się monaster Žica z XIII wieku.

## Trzęsienie ziemi
W 3 listopada 2010 w pobliżu miasta wystąpiło trzęsienie ziemi o magnitudzie 5,4, w którym zginęły dwie osoby, oraz około 40 zostało rannych. Z powodu wstrząsów wtórnych na zawał serca zmarła jeszcze jedna osoba.

## Miasta partnerskie
- Zielona Góra, Polska
- Sendenhorst, Niemcy
- Ahlen, Niemcy
- Maribor, Słowenia